# The Main Ingredient (Pete Rock & CL Smooth)
The Main Ingredient è il secondo album in studio del duo hip hop statunitense formato da Pete Rock & CL Smooth, pubblicato l'8 novembre 1994 dalla Elektra. Diviene anche l'ultimo album del duo.

## Tracce
1. In the House - 5:27
2. Carmel City - 3:52
3. I Get Physical - 4:54
4. Son Won't Come Out  - 4:24
5. I Got a Love - 5:04
6. Escape - 5:14
7. The Main Ingredient - 5:17
8. Worldwide Featuring Rob O - 3:02
9. All the Places - 5:39
10. Tell Me - 4:17
11. Take You There - 4:47
12. Searching - 4:45
13. Check It Out - 4:37
14. In the Flesh featuring Deda & Rob O - 5:00
15. It's on You - 5:21
16. Get on the Mic - 3:50

## Classifiche
| Classifica (1994)         | Posizione massima |
| ------------------------- | ----------------- |
| Stati Uniti               | 51                |
| US Top R&B/Hip-Hop Albums | 9                 |